# Andrzej Zawiślak

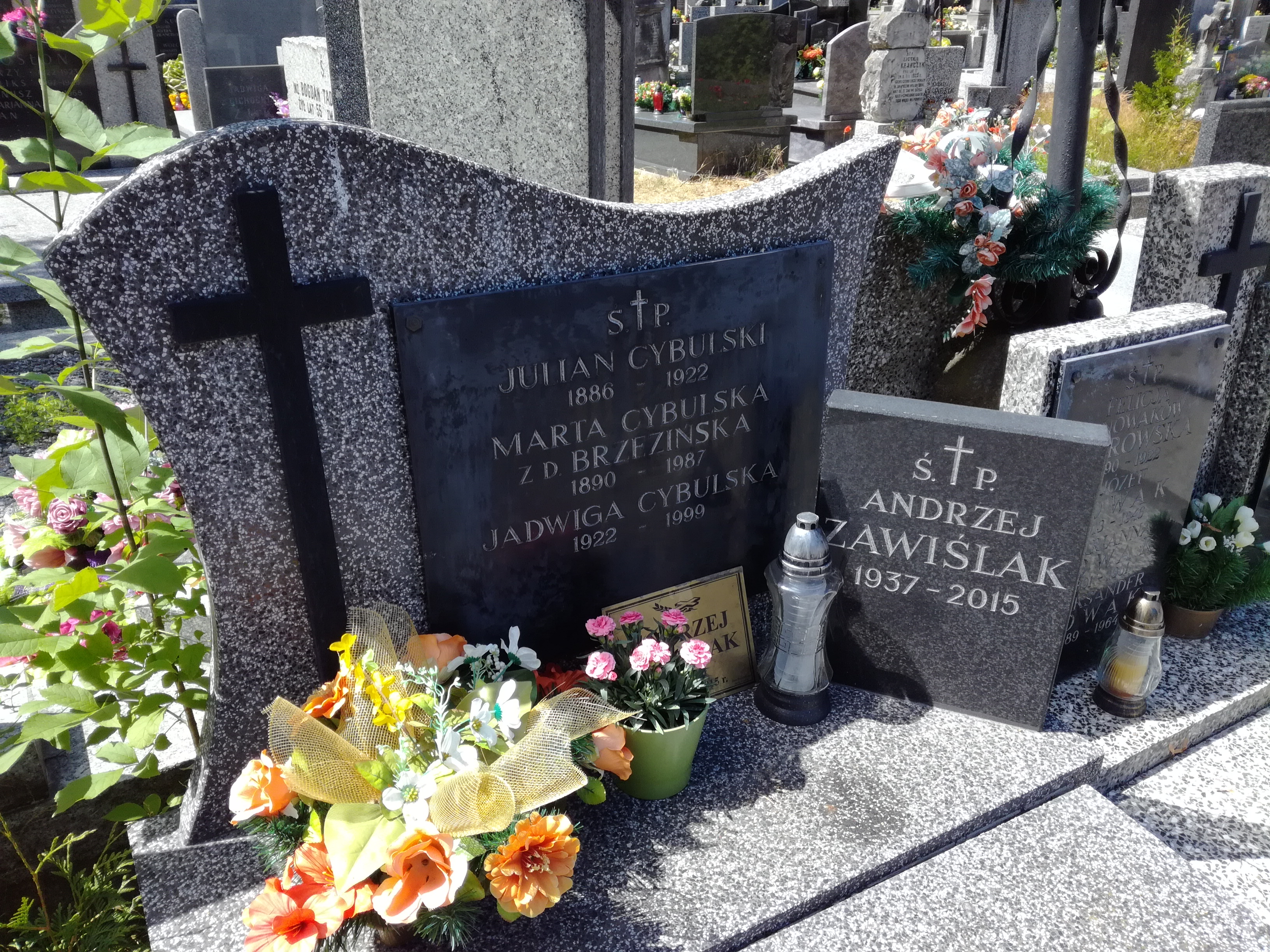
Grób Andrzeja Zawiślaka na cmentarzu Bródnowskim

Andrzej Marek Zawiślak (ur. 15 marca 1937 w Warszawie, zm. 21 października 2015 w Wólce Nadbużnej) – polski polityk i nauczyciel akademicki, profesor nauk o organizacji i zarządzaniu, poseł na Sejm X kadencji (1989–1991), w 1991 minister przemysłu i następnie minister przemysłu i handlu.

## Życiorys
Syn Bogdana i Stanisławy. Ukończył w 1962 studia na Uniwersytecie Warszawskim. Uzyskiwał stopnie doktora i doktora habilitowanego, otrzymał tytuł profesora nauk o organizacji i zarządzaniu. W 1986 został profesorem nadzwyczajnym na Wydziale Zarządzania UW, pełnił funkcję kierownika Katedry Systemów Zarządzania. Został rektorem Warszawskiej Szkoły Zarządzania – Szkoły Wyższej, stanowisko to zajmował do czasu swojej śmierci. Był przewodniczącym rady naukowej Centrum Badań Przedsiębiorczości i Zarządzania Polskiej Akademii Nauk, wiceprezesem Towarzystwa Naukowego Organizacji i Kierownictwa (1977–1981) oraz redaktorem naczelnym „Przeglądu Organizacji”. Uczestnik Konwersatorium „Doświadczenie i Przyszłość”.
W 1980 został doradcą „Solidarności”. W latach 1987–1988 pełnił funkcję wiceprezesa Unii Polityki Realnej. W latach 1989–1991 sprawował mandat posła na Sejm X kadencji z ramienia Komitetu Obywatelskiego (wybranego w okręgu piotrkowskim). W 1990 wstąpił do Kongresu Liberalno-Demokratycznego, a w 1994 po rozwiązaniu partii do Unii Wolności. W styczniu 1991 objął stanowisko ministra przemysłu w rządzie Jana Krzysztofa Bieleckiego, przekształcone w lipcu w stanowisko ministra przemysłu i handlu. Zajmował je do sierpnia tegoż roku. Od 1992 do 1996 pełnił funkcję prezesa Stowarzyszenia Polska-Wschód.
Odznaczony Krzyżem Oficerskim Orderu Odrodzenia Polski (2011). Został pochowany na cmentarzu Bródnowskim (kw. 82A/1/2).